# لامبرت تن كيت
لامبرت تن كيت هو لغوي هولندي، ولد في 23 يناير 1674 في أمستردام في هولندا، وتوفي بنفس المكان في 14 ديسمبر 1731.